# Gradi della Voenno-Morskoj Flot Rossijskoj Federacii
I gradi della Marina della Federazione russa hanno ereditato i corrispondenti gradi della Marina Sovietica. Il grado più alto è Ammiraglio della flotta che però è un titolo onorifico e non è stato più concesso dal 2007 dopo il ritiro dal servizio dell'ammiraglio Vladimir Masorin.

## Ammiragli
| Ammiragli               | Ammiragli                               | Ammiragli             | Ammiragli                     | Ammiragli                       |
| Equivalente NATO        | OF-9                                    | OF-8                  | OF-7                          | OF-6                            |
| ----------------------- | --------------------------------------- | --------------------- | ----------------------------- | ------------------------------- |
| Distintivo per paramano |                                         |                       |                               |                                 |
| Controspallina          |                                         |                       |                               |                                 |
| Grado                   | Ammiraglio della flotta (Адмирал флота) | Ammiraglio (Адмирал)  | Viceammiraglio (Вице-адмирал) | Contrammiraglio (Контр-адмирал) |
| Corrispondente italiano | Ammiraglio                              | Ammiraglio di squadra | Ammiraglio di divisione       | Contrammiraglio                 |

## Ufficiali
| Ufficiali Superiori     | Ufficiali Superiori                        | Ufficiali Superiori                        | Ufficiali Superiori                        |
| Equivalente NATO        | OF-5                                       | OF-4                                       | OF-3                                       |
| ----------------------- | ------------------------------------------ | ------------------------------------------ | ------------------------------------------ |
| Distintivo per paramano |                                            |                                            |                                            |
| Controspallina          |                                            |                                            |                                            |
| Grado                   | Capitano di 1ª classe (Капитан 1-го ранга) | Capitano di 2ª classe (Капитан 2-го ранга) | Capitano di 3ª classe (Капитан 3-го ранга) |
| Corrispondente italiano | Capitano di vascello                       | Capitano di fregata                        | Capitano di corvetta                       |

| Distintivo per paramano |                                      |                                   |                     |                                  |
| Controspallina          |                                      |                                   |                     |                                  |
| Grado                   | Tenente capitano (Капитан-лейтенант) | Primo tenente (Старший лейтенант) | Tenente (Лейтенант) | Sottotenente (Младший лейтенант) |
| Corrispondente italiano | Tenente di vascello                  | Sottotenente di vascello          | Guardiamarina       | Aspirante guardiamarina          |

## Sottufficiali e comuni
| Sottufficiali           | Sottufficiali                                       | Sottufficiali               |
| Equivalente NATO        | OR-9                                                | OR-9                        |
| ----------------------- | --------------------------------------------------- | --------------------------- |
| Controspallina          |                                                     |                             |
| Grado                   | Staršij mičman (mesonauta seniore) (Старший мичман) | Mičman (mesonauta) (Мичман) |
| Corrispondente italiano | Capo di prima classe                                | Capo di seconda classe      |

| Sergenti e Graduati     | Sergenti e Graduati                                                                    | Sergenti e Graduati                                | Sergenti e Graduati                                          | Sergenti e Graduati                                         |
| Equivalente NATO        | OR-8                                                                                   | OR-7                                               | OR-6                                                         | OR-5                                                        |
| ----------------------- | -------------------------------------------------------------------------------------- | -------------------------------------------------- | ------------------------------------------------------------ | ----------------------------------------------------------- |
| Controspallina          |                                                                                        |                                                    |                                                              |                                                             |
| Grado                   | Glavnyj korabel'nyj staršina (seniore capo di vascello) (Главный корабельный старшина) | Glavnyj staršina (seniore capo) (Главный старшина) | Staršina 1 stat'i (seniore di 1ª classe) (Старшина 1 статьи) | Staršina 2 stat'i (seniore di 2ª classe (Старшина 2 статьи) |
| Corrispondente italiano | Secondo capo aiutante                                                                  | Secondo capo scelto                                | Secondo capo                                                 | Sergente                                                    |

| Truppa                  | Truppa                                           | Truppa                     |
| Equivalente NATO        | OR-3                                             | OR-2                       |
| ----------------------- | ------------------------------------------------ | -------------------------- |
| Controspallina          |                                                  |                            |
| Grado                   | Staršij matros (primo marinaio) (Старший матрос) | Matros (marinaio) (Матрос) |
| Corrispondente italiano | Comune di prima classe                           | Comune di seconda classe   |